# Меланезийская прогрессивная партия

Логотип Меланезийской прогрессивной партии

Меланезийская прогрессивная партия — политическая партия Вануату. На парламентских выборах 6 июля 2004 года партия получила 4 места (на 2 больше, чем на предыдущих) из 52. Несмотря на малочисленное представительство в парламенте, партия является важным участником формирования коалиционный правительств с 1990-х годов. Наиболее известный член Меланезийской прогрессивной партии — бывший премьер-министр Барак Сопе.